# Internationale Filmfestspiele von Cannes 1974
Die 27. Internationalen Filmfestspiele von Cannes 1974 fanden vom 9. Mai bis zum 24. Mai 1974 statt.

## Wettbewerb
Im Wettbewerb des diesjährigen Festivals wurden folgende Filme gezeigt:
| Filmtitel                            | Regisseur                | Produktionsland         | Darsteller (Auswahl)                              |
| Angst essen Seele auf                | Rainer Werner Fassbinder | Deutschland             | Brigitte Mira, Barbara Valentin                   |
| Les Autres                           | Hugo Santiago            | Frankreich              |                                                   |
| La Cage aux ours                     | Marian Handwerker        | Belgien                 |                                                   |
| Cousine Angélica                     | Carlos Saura             | Spanien                 |                                                   |
| Der Dialog*                          | Francis Ford Coppola     | USA                     | Gene Hackman, John Cazale                         |
| Erotische Geschichten aus 1001 Nacht | Pier Paolo Pasolini      | Italien, Frankreich     |                                                   |
| Ganz unverbesserlich                 | Georgi Daneliya          | Sowjetunion             |                                                   |
| Garam Hawa                           | M. S. Sathyu             | Indien                  | Balraj Sahni, Farooq Shaikh                       |
| Die Geigen des Balls                 | Michel Drach             | Frankreich              | Jean-Louis Trintignant, Marie-José Nat            |
| Himiko                               | Mashiro Shinoda          | Japan                   |                                                   |
| The Holy Office                      | Arturo Ripstein          | Mexiko                  |                                                   |
| Il était une fois dans l'est         | André Brassard           | Kanada                  |                                                   |
| Das letzte Kommando                  | Hal Ashby                | USA                     | Jack Nicholson, Otis Young, Randy Quaid           |
| Das letzte Wort                      | Binka Zhelyazkova        | Bulgarien               |                                                   |
| Macskajáték                          | Károly Makk              | Ungarn                  |                                                   |
| Mahler                               | Ken Russell              | Großbritannien          | Robert Powell, Georgina Hale                      |
| Milarepa                             | Liliana Cavani           | Italien                 |                                                   |
| Die neun Leben von Fritz the Cat     | Robert Taylor            | USA                     | Zeichentrickfilm                                  |
| The Nickel Ride                      | Robert Mulligan          | USA                     | Jason Anthony Miller, Linda Haynes, Victor French |
| Stavisky                             | Alain Resnais            | Frankreich, Italien     | Jean-Paul Belmondo, Charles Boyer                 |
| Sugarland Express                    | Steven Spielberg         | USA                     | Goldie Hawn                                       |
| Symptoms                             | José Ramón Larraz        | Großbritannien, Belgien |                                                   |
| Tanata                               | Luis Mamerto López-Tapia | Spanien                 |                                                   |
| Töchter! Töchter!                    | Moshé Mizrahi            | Israel                  |                                                   |
| Das Verbrechen                       | Luigi Comencini          | Italien                 | Giuliano Gemma, Stefania Sandrelli                |

* = Grand Prix

## Internationale Jury
Jurypräsident war in diesem Jahr René Clair. Er stand folgender Jury vor: Jean-Loup Dabadie, Kenne Fant, Félix Labisse, Irwin Shaw, Michel Soutter, Monica Vitti, Alexander Walker und Rostislaw Jurenew.

## Preisträger
- 'Grand Prix: Der Dialog
- Großer Preis der Jury: Erotische Geschichten aus 1001 Nacht
- Bester Schauspieler: Jack Nicholson in Das letzte Kommando
- Beste Schauspielerin: Marie-José Nat in Die Geigen des Balls
- Sonderpreis: Cousine Angélica
- Bestes Drehbuch: Sugarland Express von Hal Barwood, Matthew Robbins und Steven Spielberg

## Weitere Preise
- FIPRESCI-Preis: Angst essen Seele auf
- Preis der ökumenischen Jury: Angst essen Seele auf
- Grand prix technique: Mahler